# Nasoonaria
Nasoonaria es un género de arañas araneomorfas de la familia Linyphiidae. Sus especies se distribuyen por China, Laos y Tailandia.

## Lista de especies
Según The World Spider Catalog 16:
- Nasoonaria circinata Zhao & Li, 2014
- Nasoonaria magna Tanasevitch, 2014
- Nasoonaria sinensis Wunderlich & Song, 1995